# Lepidotrama
Lepidotrama là một chi bướm đêm thuộc họ Erebidae.